# Хлопице (гмина)
Хлопице (пол. Chłopice) — сельская гмина (волость) в Польше, входит как административная единица в Ярославский повет, Подкарпатское воеводство. Население — 5624 человека (на 2004 год).

## Демография
| Перепись                       | Всего   | Всего | Женщины | Женщины | Мужчины | Мужчины |
| ------------------------------ | ------- | ----- | ------- | ------- | ------- | ------- |
| Единицы                        | человек | %     | человек | %       | человек | %       |
| Население                      | 5624    | 100   | 2842    | 50,5    | 2782    | 49,5    |
| Плотность населения (чел./км²) | 114,5   | 114,5 | 57,9    | 57,9    | 56,6    | 56,6    |

## Сельские округа
1. Боратын
2. Хлопице
3. Добковице
4. Янковице
5. Люткув
6. Ловце
7. Замехув

## Соседние гмины
1. Гмина Ярослав
2. Гмина Орлы
3. Гмина Радымно
4. Гмина Рокетница
5. Гмина Розвеница